# Flakkebjerg
Flakkebjerg er en by på Sydvestsjælland med 448 indbyggere  (2024), beliggende 28 km nordvest for Næstved, 10 km nordøst for Skælskør, 4 km nordvest for Dalmose og 12 km syd for Slagelse. Byen hører til Slagelse Kommune og ligger i Region Sjælland. I 1970-2006 hørte Flakkebjerg til Hashøj Kommune, hvor Dalmose var kommunesæde.
Flakkebjerg hører til Flakkebjerg Sogn. Flakkebjerg Kirke ligger i byen. Flakkebjerg Skolemuseum blev i 1981 oprettet i Flakkebjerg Forskole, der lukkede i 1962.

## Faciliteter
- Flakkebjerg Skole har 105 elever, fordelt på 0.-6. klassetrin. Byrådet ønsker at nedlægge den sammen med 3 andre mindre skoler. Eleverne fra Flakkebjerg skal så overføres til Dalmose Skole.[3]
- Fra skoleåret 2023 drives der Flakkebjerg Friskole i skolebygningerne.[4]
- På sportspladsen ved skolen blev der i 2021 opført et amfiteater.
- Daginstitutionen Flakkehaven har plads til 61 vuggestuebørn, 80 børnehavebørn, 90 fritidshjemsbørn fra 0.-4. klasse, og 37 klubbørn fra 5.-6. klasse.[5]
- Flakkebjerg Forsamlingshus drives på frivillig og ulønnet basis.[6]
- Hylleåsen er et stort grønt område, som har indhegning med får. Der er legeplads, madpakkehus, petanquebane og kælkebakke. Her afholdes årligt Flakkebjerg Fællesdag med lokale udstillere og erhvervsdrivende.
- Byen har en brugs.

## Historie

### Flakkebjerg Herred
Flakkebjerg Herred var ét herred fra Middelalderen frem til 1819, hvor det blev delt i Vester Flakkebjerg Herred med Holsteinborg og Skælskør og Øster Flakkebjerg Herred med Herlufsholm.

### Jernbanen
Flakkebjerg havde station på Slagelse-Næstved banen med sidebanen Skælskørbanen (1892-1971). Stationen blev anlagt 2 km nord for kirkelandsbyen. Ved stationen opstod den lille Flakkebjerg Stationsby. Stationsbygningen er bevaret på Flakkebjerg Stationsvej 3. Den asfalterede cykel- og gangsti "Fodsporet" er anlagt på banetracéet til Næstved, Skælskør og Slagelse.

### Stationsbyen
I 1898 beskrives Flakkebjerg således: "Byen Flakkebjærg, med Kirke, Skole, Andelsmejeri, Mølle, Jærnbane- og Telegrafstation. Lidt N. for Byen ligger Flakkebjærg Opdragelsesanstalt for forvildede og forsømte Drenge". Det lave målebordsblad fra 1900-tallet viser desuden vandværk, forsamlingshus, lægebolig og fattighus.
I 1950 var der i byen to købmænd, Brugsen, slagter, bager, læge, cykelsmed, smedeværksted, autoværksted og tankstation.

### Efterskolen
Opdragelsesanstalten var opført i 1836 under navnet "Flakkebjerg Institut". I 1922-1972 hed den "Flakkebjerg Ungdomshjem".
I 1978 blev Flakkebjerg Efterskole oprettet i det tomme drengehjem efter en gennemgribende renovering. Tårnet midt i skolegården står der stadig – der var gummicellerne i drengehjemmets tid. Skolen har 170 elever og 24 ansatte. I stedet for et hus bor eleverne i "familier". Der er 11 familier på skolen, fordelt i bygningerne Asgård, Udgård, Midgård, Trudvang, Vanaheim og Himinbjörg. Alle skolens lokaler og bygninger har navne fra den nordiske mytologi. Skolen har fuldt udstyret musiklokale, idrætshal og mange værksteder. Udendørs er der boldbane og skaterramper.

## Aarhus Universitet
1½ km nord for Flakkebjerg ligger Aarhus Universitets forsøgsgård AU Flakkebjerg, som er et knudepunkt for anvendelsesorienteret planteforskning. Her arbejder 150 ansatte, hvoraf halvdelen er forskere. Forsøgsgården råder over 16.000 m² bygninger og et markforsøgsareal på 175 ha.